# Lajos Pukánszky
Lajos Pukánszky (Budapeste, 24 de novembro de 1928 – Filadélfia, 15 de fevereiro de 1996) foi um matemático húngaro-estadunidense, que trabalhou com análise funcional e representação de grupos de Lie.
Pukánszky estudou na Universidade de Debrecen, na Universidade de Budapeste e na Universidade de Szeged, onde obteve em 1955 um doutorado, orientado por Béla Szőkefalvi-Nagy. Durante a Revolução Húngara de 1956 saiu da Hungria e foi, passando pela Iugoslávia em 1957, para os Estados Unidos, onde esteve no recém fundado Research Institute for Advanced Study em Baltimore. Foi a partir de 1960 professor assistente na Universidade de Maryland, a partir de 1961 professor assistente visitante na Universidade Stanford e a partir de 1962 professor assistente na Universidade da Califórnia em Los Angeles. Em 1964 tornou-se professor na Universidade da Pensilvânia, onde permaneceu até aposentar-se. Morreu em consequência de uma anemia. Na década de 1960 por professor visitante em Paris, onde trabalhou com Jacques Dixmier, com quem correspondeu-se desde 1953.
Foi palestrante convidado do Congresso Internacional de Matemáticos em Nice (1970: New results in the representation theory of solvable groups).

## Obras
- Lecons sur la representations des groups, Monographies de la SMF, Volume 2, Paris, Dunod 1967
- Characters of connected Lie groups, American Mathematical Society 1999